# وسترهوفن
وسترهوفن (به هلندی: Westerhoven) یک منطقهٔ مسکونی در هلند است که در Bergeijk واقع شده‌است. وسترهوفن ۲٬۰۰۳ نفر جمعیت دارد.